# Marvel Entertainment
Marvel Entertainment LLC (раніше Marvel Enterprises and Toy Biz, Inc.) — американська компанія індустрії розваг та мас-медіа, утворена від злиття «Marvel Entertainment Group, Inc.» і «Toy Biz, Inc.» у 1996 році. Компанія володіє правами на більш ніж 5000 персонажів коміксів (серед яких Залізна людина, Галк, Тор та інші герої коміксів Marvel), яких вона залучає у мультиплікації, кіно та комп'ютерних іграх.
Marvel купила компанія Disney, і наразі вона є її дочірньою компанією.

## Підрозділи
- Walt Disney Studios
- Marvel Comics (Marvel Worldwide)
- Marvel Studios (у складі Walt Disney Studios)
- Marvel Games
- Icon Comics
- MAX Comics[en]
- Marvel Press[en] (разом з Disney Books)
- Marvel Music[en]
- Marvel Television
- Marvel Animation
- Marvel Toys[en]

## Виробництво

### Фільм
Капітан америка 1990